# Armenische Biene
Die Armenische Biene (Apis mellifera armeniaca) ist eine ursprünglich in Armenien heimische Unterart der Westlichen Honigbienen. Ein veralteter Name ist Apis mellifera remipes (Gerstaecker, 1862).

## Eigenschaften
Die gelbfarbige Biene gilt von den Eigenschaften her nicht als sanftmütig. Nach der morphologischen Einteilung Ruttners gehört die Unterart in die Gruppe der Nahöstlichen Bienenrassen.